# Боб
Фасул пренасочва насам.  За вида плодове, типичен за семейство Бобови, вижте Боб (плод).
Бобът (на латински: Phaseolus, на гръцки: φάσηλος) е род растения от семейство Бобови (Fabaceae), съдържащ около 70 растителни вида, всичките родни за Америка и особено Мезоамерика.
Поне четири от видовете се използват от хората от доколумбови времена заради техния боб. Най-използван се оказва фасула (P. vulgaris), който днес се отглежда из цял свят в тропични, субтропични и умерени климати. Предишни класификации поставят ред добре познати бобови култури в този род, но впоследствие те са преместени в рода Vigna. Видовете боб се използват за храна от ларвите на някои видове пеперуди.

## Видове
Видовете на рода включват:
- Phaseolus acutifolius
- Phaseolus amblyosepalus
- Phaseolus angustissimus
- Phaseolus anisotrichos
- Phaseolus augustii
- Phaseolus brevicalyx
- Phaseolus chacoensis
- Phaseolus cibellii
- Phaseolus coccineus
- Phaseolus filiformis
- Phaseolus galactoides
- Phaseolus glabellus
- Phaseolus grayanus
- Phaseolus harmsianus
- Phaseolus leucanthus
- Phaseolus lunatus
- Phaseolus maculatus
- Phaseolus massaiensis
- Phaseolus micranthus
- Phaseolus microcarpus
- Phaseolus nelsonii
- Phaseolus oaxacanus
- Phaseolus pachyrrhizoides
- Phaseolus parvulus
- Phaseolus pedicellatus
- Phaseolus plagiocylix
- Phaseolus pluriflorus
- Phaseolus polymorphus
- Phaseolus polystachios
- Phaseolus ritensis
- Phaseolus rimbachii
- Phaseolus rosei
- Phaseolus sonorensis
- Phaseolus tuerckheimii
- Phaseolus vulcanicus
- Phaseolus vulgaris – обикновен боб
- Phaseolus xanthotrichus